# Siegfried Wendt (Ökonom)

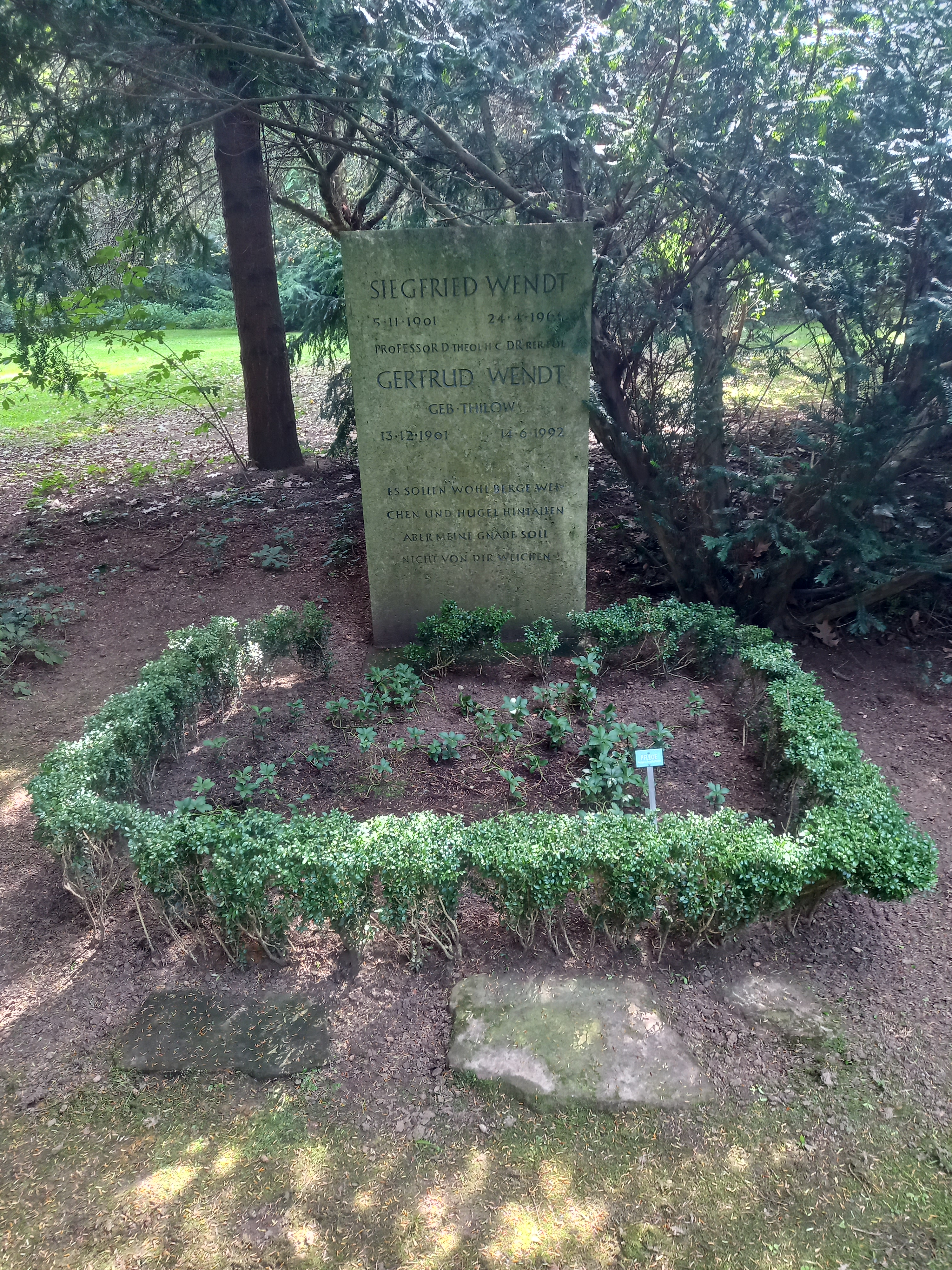
Das Grab von Siegfried Wendt und seiner Ehefrau Gertrud geborene Thilow auf dem Stadtfriedhof Göttingen

Siegfried Wendt (* 5. November 1901 in Hamburg; † 24. April 1966 in Göttingen) war ein deutscher Ökonom.
Wendt wurde als Sohn eines Oberregierungsrates der Reichsdruckerei geboren und ging in Düsseldorf und Perleberg zur Schule bis zum Abitur 1920. Ab Sommersemester 1920 studierte er in Berlin und Freiburg i. B. Recht- und Staatswissenschaften, Geschichte und Philosophie bis zur Promotion 1924.  Ab 1925 war er Assistent und habilitierte sich 1930 in Volkswirtschaft und Finanzwissenschaft an der Handelshochschule Mannheim. Nach deren Auflösung wurde er als Dozent an die Universität Heidelberg übernommen, wo er 1937 den ao. Professorentitel erhielt. 1933 war er der NSDAP beigetreten und schloss sich auch der SA an. 1938/39 wurde er nach Göttingen berufen, wo er Anfang 1943 zum ordentlichen Professor aufstieg. Im Herbst 1943 wurde er o. Professor für Volkswirtschaft an der Universität Gießen, aber 1945 von der Militärregierung entlassen. Parallel hat er von 1940 bis 1944 Wehrdienst geleistet.
Ab 1949 stellvertretender Leiter der Evangelischen Sozialakademie Friedewald begann er wieder zu lehren. Ab 1951/52 hatte er eine Vertretungsprofessur, 1954 wirkte er als Professor an der Hochschule für Arbeit, Politik und Wirtschaft in Wilhelmshaven, ab 1962 wieder an der Universität Göttingen. In Wilhelmshaven war er Rektor der Hochschule von 1956/57 und von 1961 bis zu ihrem Übergang nach Göttingen im April 1962. 1953 und 1955 lehrte er gastweise in Istanbul. Wendt ist Ehrendoktor der Theologischen Fakultät der Universität Münster (1961).

## Schriften
- Die theoretischen Grundlagen der deutschen Währungspolitik in und nach dem Kriege. Masch. Diss. Universität Berlin 1924
- Prinzipien der Konjunkturtheorie und Konjunkturpolitik. Habilitationsschrift. Handelshochschule Mannheim 1930
- Die Aufgaben der deutschen Kreditwirtschaft im Rahmen des "Neuen Finanzpolitik, 1939
- Gedanken zur künftigen deutschen Lohnpolitik, 1947
- Die Lehre vom Geldwert, 1948
- Geschichte der Volkswirtschaftslehre, Göschen, 1961, zuletzt 2013 ISBN 978-3111012865
- viele Artikel im Evangelischen Soziallexikon